# Silene longicaulis
Silene longicaulis là loài thực vật có hoa thuộc họ Cẩm chướng. Loài này được Pourr. ex Lag. miêu tả khoa học đầu tiên năm 1816.